# Яницький Василь Іванович
Василь Іванович Яницький (? — †?) — командир полку Дієвої армії УНР.

## Біографія
Народився у Житомирі. Останнє звання у російській армії — штабс-ротмістр.
Під час протигетьманського повстання — головнокомандувач т. зв. Південного фронту військ Директорії зі штабом у Бердичеві, що боровся з білогвардійськими загонами волинського губернського старости Андро.
Станом на липень та на 16 серпня 1919 р. — командир 27-го (3-го) Залізнично-Технічного полку Дієвої армії УНР.
У вересні 1919 р. — приділений до штабу полку 27-го (3-го) Залізнично-Технічного полку Дієвої армії УНР.
Доля після жовтня 1919 р. невідома.